# متلازمة نفق عظم الكعب
تُعْرَف متلازمة نفق عظم الكَعْب أو متلازمة نفق رسغ القدم أو متلازمة النفق الرصغي أو متلازمة النفق الرسغي للقدم (بالإنجليزية: Tarsal tunnel syndrome)‏ بأنها اعتلال عصبي يتولَّد نتيجة الضغط على عصب قصبة الساق أثناء مروره في نفق عظم الكعب ويؤدي إلى حالة من الألم في القدم. ويمتدّ هذا النفق على طول الساق الداخلية خلف الكَعْبُ الإِنْسِيّ، الكعب الإنسي هو البروز الظاهر من الكاحل، بالتالي فإن نفق عظم الكعب يتموضع على الكاحل من الداخل. ويقوم كل من شريان قصبة الساق الخلفي، وعصب قصبة الساق، وأوتار عضلة قصبة الساق الخلفية، والعَضَلةُ الطّويلَةُ قابِضةُ إبهام القَدَم، والعَضَلَةُ الطَويلَةُ المُثْنِيَةُ للأَصَابِعِ، بعبور نفق عظم الكعب على شكل حزمة. أما داخل النفق، فينقسم عصب قصبة الساق إلى ثلاثة أعصاب: واحد منها يكمل طريقه نحو العَقِب وهو العصب العَقِبِيّ(calcaneal nerve)، أما العَصَبان الآخران فيكملان طريقهما إلى أسفل القدم، وهما: العصب الأَخْمَصِيُّ الإِنْسِيّ (medial plantar nerve) والعصب الأَخْمَصِيُّ الوَحْشِي(lateral plantar nerve). ويُحَاط نفق عظم الكعب بالعَظْم من الداخل، وبقَيدِ مُثْنِيات القَدَم(flexor retinaculum) من الخارج.
يشتكي المصابون بمتلازمة نفق عظم الكعب من الشعور بالخَدَر في الإبهام وأول 3 أصابع من القدم، بالإضافة للشعور بالألم، والحَرَقان، والتنميل على طول قاعدة القدم والعَقِب. والاعتماد على المنطقة التي يوجد فيها الانحباس أو الضغط على العصب، فإن ذلك سيحدد أي المناطق أخرى ستتأثر. وإن كان الضغط كبيرًا فإن كامل القدم ستتأثر باعتبار أن مجموعة متنوعة من تَفَرُّعات عصب قصبة الساق ستتأثر وستتعرض للضغط، كما يمكن يتولًّد ألم في الكاحل عند المرضى الذين لديهم ضغط عالٍ على العصب. ويمكن حدوث التهاب أو ورم داخل النفق لعدة أسباب. كما أن قَيد مُثْنِيات القَدَم لديه قدرة محدودة على التمدد، بالتالي إن تعرض إلى ضغط عالٍ، فإن ذلك سيؤدي في النهاية إلى ضَغْط العصب. وكلما زاد الضغط يقل تدفُّق الدم، بالتالي تقوم الأعصاب في القدم بإرسال إشارات للإنسان على شكل إحساس معين، كالخَدَر والتنميل في القدم. وعلاوة على ذلك، تتجمع سوائل الجسم في الأقدام في حالة الوقوف، مما يزيد الوضع سوءًا. وتولِّد العضلات الصغيرة شعورًا بالتشنّج إذا بدأت بخسارة الاتصال أو التغذية العصبية الخاصة بها.

## الأعراض
هذه بعض من الأعراض التي يتعرض لها المصاب بالمتلازمة:
- ألم وتنميل داخل الكاحل وحوله وفي أصابع القدم في بعض الأحيان.
- تَوَرُّم الأقدام.
- حرق مؤلم، وتنميل، وخَدَر أسفل القدم، ويزيد الألم سوءًا وانتشارًا في حالة الوقوف لفترة طويلة، فهو يزداد كلما زاد نشاطك ويقل بإراحة القدم.
- الإحساس بصدمات كهربائية.
- ألم ينتشر إلى الأعلى نحو الساق،[1] وإلى الأسفل نحو تَقَوُّس القدم، والعَقِب، وأصابع القدم.
- الإحساس بالبرودة أو السخونة في القدم.
- إحساس بأن القدم فارغة.
- ألم عند قيادة السيارة.
- ألم على طول مسار عصب قصبة الساق الخلفي.
- شعور بالحرق أسفل القدم، ويمتد نحو الركبة.
- الشعور «بالإِبَر والدبابيس» تنقر على الأقدام، حيث يكون هذا الشعور متزايدًا عند المصابين بالمتلازمة.
- علامة تينل موجبة.[1]

تُمَثِّل علامة تينل الإحساس بصدمة كهربائية عند النقر على عصبٍ مصاب، فإن حصل ذلك الإحساس عند النقر نقول بأن لدينا علامة تينل موجبة. ينتقل هذا الإحساس عادةً إلى داخل القدم فيشعر به المصاب في تلك المنطقة، ولكن يمكنه أيضًا الانتقال إلى الأعلى إلى الساق الداخلية.

## السبب

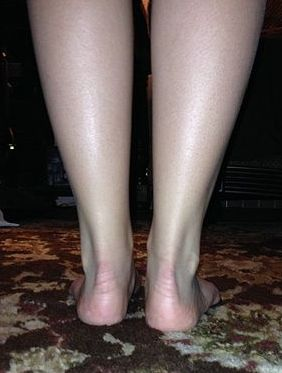
صورة تبين قوس القدم في حالته الطبيعية.

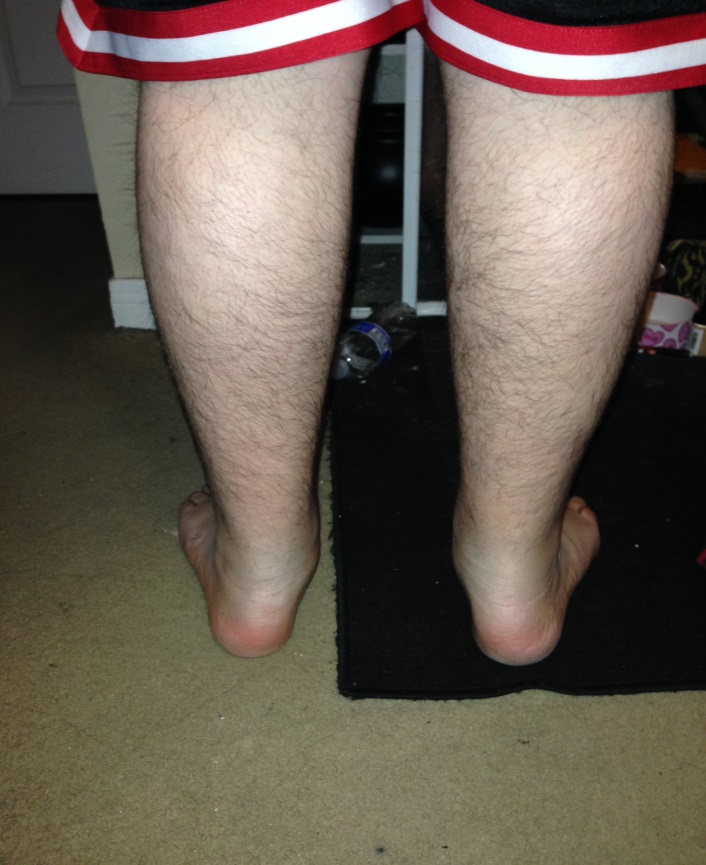
صورة تبين الأقدام المسطحة(ذات الأقواس الهابطة). حيث أنه بالمقارنة مع الأقدام الطبيعية يمكننا أن نبني تخيلًا لكيفية حصول الشد على العصب والضغط عليه.

من الصعب تحديد المُسَبِّب بشكل دقيق لمتلازمة نفق عظم الكعب. وإنه من المهم أن نحاول إيجاد مصدر المشكلة. فقد يعتمد العلاج وقدرته على معالجة المتلازمة على المسبب المؤدي لها. إن أي شيء يسبب الضغط في منطقة نفق عظم الكعب يؤدي للإصابة بالمتلازمة، ويتضمن ذلك الأورام الحميدة، والأكياس المائية، والنتوءات العظمية، والتهاب غِمد الوَتَر(عضلة موجودة في قصبة الساق)، والعُقَد العصبية، والتَّوَرَُم الناتج عن كسر أو التواء الكاحل. كما يمكن للدوالي الوريدية سواء كانت مرئية أم غير مرئية أن تسبب الضغط في قناة نفق عظم الكعب. وتشيع الإصابة بالمتلازمة بين الأشخاص الرياضيين والأشخاص الذي يمارسون الأنشطة البدنية باستمرار، فهؤلاء الأشخاص يضغطون على الكاحل بشكل أكبر من غيرهم. كما يمكن للأقدام المسطحة(flat feet) بأن تتسبب بالضغط على نفق عظم الكعب مما يؤدي إلى الضغط على العصب المار بها. كما يمكن أن تظهر المتلازمة عند الأشخاص الذين يعانون مشاكلًا في فقرات العمود الفقري أسفل الظهر، حيث أن الاعتلالات في مناطق فقرات الـL1 وL2الـ والـS1 يمكنها أن تؤدي إلى مشكلتين عند الشخص: أولها انحباس أو الضغط على العصب أسفل الظهر، وثانيها الضغط على العصب في منطقة نفق عظم الكعب. وفي بعض الحالات تكون الإصابة بالمتلازمة مجهولة السبب.
كما يمكن أن تتصاحب المتلازمة مع التهاب المفاصل الروماتويدي.

### الوُرَام اللِّيفي العصبي
يمثل الوُرَام الليفي العصبي(Neurofibromatosis) طريقة أخرى للإصابة بمتلازمة نفق عظم الكعب، وهو مرض يؤدي إلى تشكيل أورام ليفية عصبية مُلَوَّنة على الجلد. وقد أظهرت هذه الأورام القدرة -في بعض الحالات- على غزو منطقة نفق عظم الكعب مسببة الضغط الذي يؤدي بدوره إلى الإصابة بالمتلازمة.
يؤدي السكّري إلى جعل العصب الطَّرفي أكثر قابلية للضغط، مما يفاقم من أضرار هذا المرض. وبالمقارنة مع متلازمة النفق الرسغي، فإن الكاحل يحتوي على أربعة أنفاق بداخله يمكن لأي واحد منها أن يسبب المتلازمة بالضغط على العصب، بينما يحتوي المِعْصَم على نفق واحد يمكنه الضغط على العصب المارة به وهو العصب المتوسِّط. وإذا وُجِدَت علامة تينل موجبة عند النقر داخل الكاحل، بمعنى الشعور بتنميل داخل القدم، فإن هناك فرصة بنسبة 50% بأنه إذا أُزِيل الضغط من على نفق عظم الكعب فسيؤدي ذلك إلى إزالة أعراض الألم والخَدَر من المصاب بمتلازمة نفق عظم الكعب المترافق مع مرض السكري.

## التشخيص
يتم التشخيص من خلال نتائج الفحص البدني للمريض. وتكون الخطوات الأولى في تشخيص حالة المريض بالإصابة بمتلازمة نفق عظم الكعب هي تاريخ المريض مع الألم في منطقة الكعب وعلامة تينل الموجبة. وباستخدام الأشعة السينية يتم معرفة ما إذا كان الألم بسبب الكسر أم لا، ثم يستخدَم التصوير بالرنين المغناطيسي الذي يستطيع الكشف عما يَشْغَل المساحة في منطقة الكعب وغير ذلك من الأسباب التي تؤدي إلى الضغط على الأعصاب. وتستخدم كذلك الأمواج فوق الصوتية للكشف عن وجود التهاب في الغشاء الزلالي أو خلل ما في العُقَد العصبية. وهناك نوع آخر من الفحوصات الطبية يسمى فحص التوصيل العصبي، يتم فيه تحديد قابلية الأعصاب الحسية والحركية في جسم الإنسان على نقل الإشارات الكهربائية التي تمثل السيالات العصبية. لا يتم استخدام فحوص التوصيل العصبي في تحديد التشخيص الطبي للمرض، إنما من الممكن استخدامها في تأكيد تشحيص مشكوك فيه. وتضم التشخيصات(مسببات المتلازمة): الضَّرَبَات من العالم الخارجي، والدوالي الوريدية، واعتلالات الأعصاب المحيطية، بالإضافة إلى وجود ما يشغل المساحة في نفق عظم الكعب مما يضغط على الأعصاب. وتشيع الإصابة بهذه المتلازمة بين الرياضيين، والأشخاص الذين يقفون على أقدامهم لوقت طويل.
يقوم أطباء الأعصاب أو الأطباء الفيزيائيون بالإشراف على فحوص التوصيل العصبي، أو يمكنهم الإشراف على الفنيين المدرَّبين. يتم هذا الفحص من خلال وضع أقطاب كهربائية في مناطق متنوعة على طول الأعصاب المتواجدة في الساق والقدم، وتُرْسَل نَبَضَات كهربائية خلال العصب ويتم حساب قوة وسرعة هذه النبضات حينما تمر في العصب، وبناءًا على نتائج قياس تلك القيم يكتشف أهي قيم طبيعية أم لا؛ مما يعني أن فحص التوصيل العصبي يمكنه تأكيد وجود الضغط على النفق. ولكن إن أظهر الفحص عدم وجود ضغط، فإن بعض الأطباء لا يشعرون بأنه كافٍ بالضرورة لتشخيص عدم وجود المتلازمة عند المريض، حيث يشير بعض الباحثين بأن نتيجة هذا الفحص تكون طبيعية(عدم وجود ضغط) عندك نصف الحالات التي تمتلك المتلازمة بالفِعْل.
وباعتبار أن دور التشخيص الكهربائي للمتلازمة غير واضح، أي أن نتائجه يكون من الصعب تفسيرها أو معرفة مدلولها، كان لا بد على علماء الطب العمل على تحديد فحوص التوصيل الطبي ذات الدقة الأعلى والحساسية الأكبر في تحديد اعتلال عصب قصبة الساق على مستوى نفق عظم الكعب. فتقدمت في ذلك الكثير من المقالات البحثيَّة، فقامت إحدى المنظمات المحترفة -الجمعية الأمريكية للطب العصبي العضلي والتشخيص الكهربائي- بدراسة المقالات ووضعت المنظمة ستة معايير لتقييم هذه المقالات، فوجدت أن أربعة مقالات منها استوفت خمسةً أو أكثر من المعايير، وقد قالت الجمعية أن الأدلة(الفحوص) المستخدمة في هذه المقالات الأربعة تنتمي للمستوى الثالث من مستويات الأدلة المتعارف عليها في الدراسات الطبية. وقد استخدمت هذه المقالات مجموعة متنوعة من فحوص توصيل العصب وهي: فحص توصيل الجزء الحركي لعصب قصبة الساق(كانت هناك مقالة واحدة فقط من اعتمدت على فحص العصب الحركي فقط)، وفحص التوصيل المختلط (العصب الحركي والحسي) للعَصَبُ الأَخْمَصِيُّ الوَحْشِيّ والعصب الأَخْمَصِيُّ الإِنْسِيّ، وفحص التوصيل الحسي فقط للعَصَبُ الأَخْمَصِيُّ الوَحْشِيّ والعصب الأَخْمَصِيُّ الإِنْسِيّ. وبقيت إمكانية اكتشاف المتلازمة من خلال تخطيط كهربائية العضل بواسطة الإبرة أقل وضوحًا.
وبالرغم من أنه في معظم الأحيان تُشَبَّه متلازمة نفق عظم الكعب بمتلازمة النفق الرسغي، إلا أن القواسم المشتركة في ما بينهما تكاد تكون معدومة. وأظهرت الدراسات أن المصابين بالتهاب المفاصل الروماتويدي يُظْهِرون علامات اعتلال الأعصاب المحيطية في الأيدي والأرجل، فإذا أصاب ذلك المرض أحدهم في رجله فإن ذلك يعني غالبًا اعتلال عصب قصبة الساق الخلفي، وغالبًا ما يُظْهِر عصب قصبة الساق في مثل هذه الحالات علامات الإصابة بمتلازمة نفق عظم الكعب بين مرضى التهاب المفاصل الروماتويدي. بالتالي فإن اكتشاف المتلازمة هو أمر شائع وجوده عند المصابين التهاب المفاصل الروماتويدي الناتج من اضطراب مناعة ذاتي.

### عوامل الخطر
إن أي شيء يضر بالنفق الذي يمر به عصب قصبة الساق الخلفي يشكل عاملًا فعليًّا قد يسبِّب متلازمة نفق عظم الكعب. ويمكن حصول اعتلال للأعصاب في الأرجُل لأسباب متنوعة، منها زيادة الوزن الذي يضغط على المفاصل، وكذلك حصول التهاب حولها؛ مما يعني أن التهاب المفاصل الروماتويدي، والحمل، والأحذية الضيِّقة، وأمراض الغدة الدرقية، والسكري، كلها تدخل ضمن عوامل الخطر.

### التكلفة
تكلِّف الاضطرابات العضلية الهيكلية سنويًّا ما بين 15 و20 مليار دولار بشكل مباشر، ومن 45 إلى 55 مليار دولار بشكل غير مباشر، هذا يعني 135 مليون دولار يوميًا. تتطلب متلازمة نفق عظم الكعب الكثير من التكاليف سواء كانت للفحص أو للعلاج، كالفحص بالأشعة السينية، والتصوير المقطعي، والتصوير بالرنين المغناطيسي، والعلاج الجراحي. وبما أن الجراحة هي أكثر أشكال العلاج استخدامًا، فإن المصابين بالمتلازمة سيتحمَّلون تكلفة مالية كبيرة.

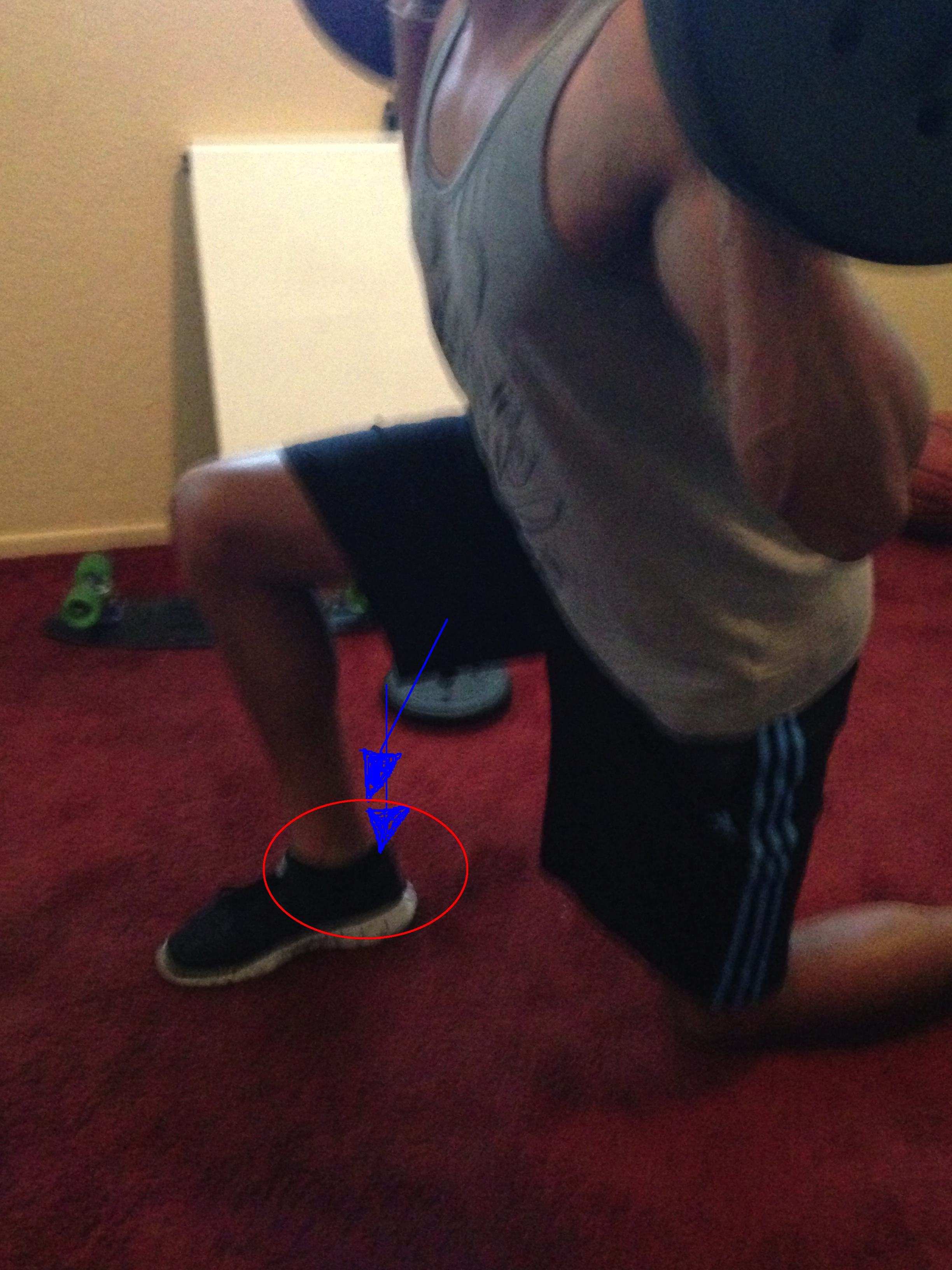
هذه الصورة لإحدى أشكال الرياضة حيث تبين أن معظم الضغط يحصل على الركبة وعلى مفصل الكاحل.

## الوقاية
لا يوجد هناك سبب محدد للإصابة بالمتلازمة، فالسبب يختلف من مريض لآخر، ولكن على أية حال، فإن النتيجة النهائية هي نفسها لجميع المصابين، وهي الضغط على عصب قصبة الساق الخلفي وتفرُّعاته أثناء عبوره منطقة الكعب مما يؤدي إلى حالة من الألم وتلتّهَيُّج عند المريض. وتوجد العديد من الأسباب التي تؤدي إلى الضغط على عصب قصبة الساق، بالتالي فإن هناك مجموعة من الاستراتيجيات المتَّبعة في الوقاية. إحداها هو الاستلقاء، ووضع القدم في الوضعية الطبيعيَّة باستخدام تقويم عظام، تؤدي هذه العملية إلى إزالة الضغط من على عصب قصبة الساق بالتالي تخفيف الألم ومنع تفاقم الحالة عند المصاب. إن تعرض القدم للانقلاب إلى الخارج والانقلاب نحو الداخل والثَّنْي الأخمصي، كل ذلك يؤدي إلى الضغط على عصب قصبة الساق، بالتالي فإن وضْع القدم في الوضعية الطبيعية يؤدي إلى التخفيف عن العصب، وهو ما ينصح به الأطباء عادةً أثناء النوم. هناك مشكلة أخرى تتمثل بالأحذية غير الملائمة، فمِنْها ما يكون ضيِّقًا جدًّا على القدم مما يزيد الضغط على عصب قصبة الساق، فارتداء الأحذية التي تضيق على القدم لفترات طويلة يؤدي إلى الإصابة بمتلازمة نفق عظم الكعب، بالتالي فإن الوقاية هنا تتمثل بكل بساطةٍ بارتداء الأحذية المريحة.

## العلاج
يتضمن العلاج عادة إراحة وتقوية ومعالجة عضلة قصبة الساق الأمامية وعضلة قصبة الساق الخلفية والعضلات الشَّظَوِيَّة والعضلات القابضة لأصابع القدم الصغيرة، بالإضافة إلى استخدام الأحذية الخاصة للمشي التي تمنع تفاقم المشكلة، واستخدام حقن الكورتيكوستيرويد المخدر لتخفيف الألم، والاستحمام بالشمع الساخن، واستخدام جوارب الضغط الطويلة التي تصمم خصيصًا لمنع الحركات التي تؤدي لتفاقم الألم، وكذلك يمكن استخدام المقاويم. ويمكن أن تتضمن الأدوية التي يتناولها المصاب عدة مضادات للالتهاب كالأنابروكس(Anaprox)، بالإضافة إلى علاجات أخرى كالألتراسيت (Ultracet) والنيورونتين (Neurontin) والليريكا (Lyrica). ويمكن أن يكون استخدام لَصَقَات الليدوكائين مفيدًا لبعض المرضى.

### العلاج الوقائي (غير الجراحي)
هناك عدة طرق يتم من خلالها علاج نفق عظم الكعب وتخفيف الألم. وتكون بداية العلاج إما باستخدام الجراحة أو بدونها، يعتمد ذلك على درجة الألم التي يشعر بها المريض وعلى الضغط الموجه على نفق عظم الكعب. وقد تمت دراسة على مجموعة من المرضى المصابين بمتلازمة نفق عظم الكعب الذين التحقوا ببرنامج العلاج التحفظي غير الجراحي. وقد اشتمل ذلك البرنامج على مجموعتين من المرضى: فالمجموعة الأولى تتلقى تمارين العلاج الفيزيائي بالإضافة إلى الحذاء المخصص لتقويم العظم. والمجموعة أخرى من المرضى (عددها 14 مريضًا) تلقَوا تمرينات إضافية لتنشيط عصب قصبة الساق، حيث أنهم قاموا بالجلوس على حافة طاولة في وضع يكون فيه الظهر منحنيًا، ثم يُثنى الكاحل للخلف وعمل حركة قَلْب أو التواء للحاكل بحيث يصبح باطنه موجها نحو الخارج أي الإمالة بعيدًا عن خط وسط الجسم، بعدها يتم تمديد الركبة وثنْيها للحصول على التنشيط الصحيح لعصب قصبة الساق. ولقد أظهر المرضى تقدَمًا في كِلا المجموعتين، حيث تم تقليل الألم باستخدام العلاج غير الجراحي في منطقة العصب العَقِبي المتوسط، ومنطقة العصب الأَخْمَصِيُّ الإِنْسِيّ، ومنطقة العصب الأَخْمَصِيُّ الوَحْشِيّ. وهناك خيار آخر في العلاج غير الجراحي، ألا وهو الحقن المركَّز للاستيرويد أو الكورتيزون الذي من شأنه التخفيف من الاتهاب في المنطقة التي يحقن بها؛ مما يؤدي إلى إزالة الألم. ويمكن أن يكون الأمر أبسط من ذلك، بحيث يكون تخفيف وزْن المريض كافيًا في بعض الحالات لإزالة الألم بتخفيف الضغط عن المنطقة.

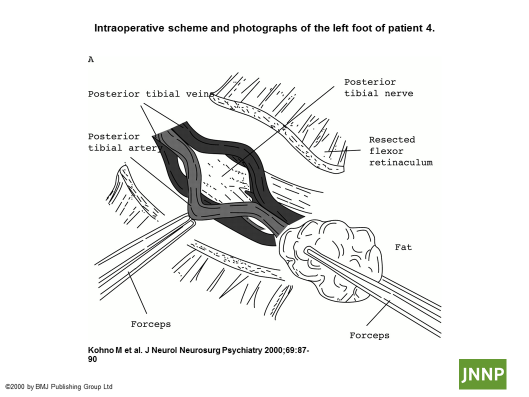
صورة تبين إزالة الضغط عن منطقة نفق عظم الكعب.

### الجراحة
إذا فشل العلاج غير الجراحي، يوصى للمرضى حينها بالتدخل الجراحي لتخفيف الضغط عن منطقة نفق عظم الكعب. تبدأ العملية بعمل جرح خلف عظمة الكاحل ثم يستمر فتح المنطقة باتجاه الأسفل، ولكن لا يتم الوصول إلى أسفل القدم. ويعرف عصب قصبة الساق بأنه فوق الكاحل، فيتم فصله عن الشريان والوريد المرافقان له، ثم يتم تتبعه إلى داخل نفق كعب القدم، وهناك يتم تحرير الأعصاب من الضغط الواقع عليها، ويتم أيضًا إزالة ما يضغط على الأعصاب في المنطقة كالأكياس المائية وغيرها من الأشياء التي تأخذ مساحة المنطقة مما يضيق على الأعصاب ويسبب عليها الضغط. وإذا وجدت على الأعصاب أو فروعها أي ندوب، فتُعالج باستخدام التحرير الداخلي للعصب، يُطبق هذا التحرير حينما تكون الطبقة الخارجية لِغطاء العصب مفتوحة ويكون النسيج النَدْبِيّ منزوعًا من داخل العصب. أما ما بعد العملية، فيُوْضع غطاء قطني كبير صعب التحريك يقوم بمنع مفصل الكاحل من الحركة. يمكن إزالة ذلك الغطاء بعد أسبوع، كما تُزال الغُرَز بعد حوالي ثلاثة أسابيع من إجراء العملية.
يمكن أن تصاحب هذه العملية مجموعة من التعقيدات، كالنزيف وتلوث الجرح والالتئام غير المتوقع للجرح. وقد يتم عمل الجرح لإجراء العملية من المنطقة التي يوجد بها التورم؛ مما سيؤدي إلى ألم وتشنج في تلك المنطقة. كما أن ألياف الأعصاب التي تجدد نفسها من الممكن أن تنشيء نبضات من الألم الشديد للمريض. كما يمكن للمرضى أن يشعروا بالحرارة أو البرودة، بل من الممكن أن يشعروا بأسوأ مما كانوا عليه قبل إجراء العملية. ويُنْصح باستخدام العكاكيز في أول أسبوعين بعد الجراحة، بالإضافة إلى استخدام المصاعد بدلًا من الدرج للتقليل من التورم. وسينمو العصب بمقدار إنش واحد كل شهر. ويمكن التنبؤ بأن عملية التعافي يمكنها أن تأخذ ما يقارب العام الكامل.
تؤثر متلازمة نفق كعب القدم بشكل كبير على حياة المصابين حسب قوَّتها وشدة الألم التي يشعر بها المصاب، فقد تؤدي المتلازمة إلى جعل الذهاب إلى البقالة أمرًا بالغ الصعوبة. فغالبًا ما يتطلب الأمر علاجًا ملاءمًا للألم.
و يمكن الحصول على الاستفادة الأكبر من العملية إذا تم فيها تحرير الضغط عن الأنفاق الأربعة الموجودة بداخل الكاحل، لكن المريض سيضطر إلى المشي بمساعدة مَشاية في اليوم التالي للعملية. وستزداد نسبة النجاح إلى 80% من خلال تحرير الأنفاق الأربعة.

## الانتشار
بالرغم من نُدْرة حدوث المتلازمة، إلا أن تحديد السبب المؤدي لها يتم فقط في 70% من الحالات فقط.و تُعْتَبر المتلازمة نوعًا من أنواع الاضطرابات العضلية الهيكلية، وتُرْصَد في كل سنة 1.8 مليون إصابةً بالمتلازمة، وتكلِّف سنويًّا ما بين 15 و 20 مليار دولار. وتقول دراسات حديثة أن المتلازمة تحصل بين الرياضيين الذين تتضمن نشاطاتهم وضع ضغط كبير على مِفْصَل الكاحل. وتحدث النسبة الأكبر من حالات المتلازمة عند البالغين، وهو أكثر انتشارًا بين النساء. كما أن البالغين الأكثر عرضة للإصابة هم الذين تتضمن نشاطات حياتهم الكثير من القفز والهبوط المؤدي للضغط على مفصل الكاحل. وبالرغم من أن الرياضيين هم الأكثر ارتباطًا بالنشاطات المؤدية للمتلازمة، إلا أن حالاتهم يتم تقييمها بشكل فردي، أي أن ليس هنالك تقييم عام لإصابات اللاعبين، ذلك بسبب أنه ليس هناك سبب واحد لكل الحالات، بل إن الأمر يميل أن يكون لكل إصابة سبب وعلاج خاصَّان بها.

## النشاطات الرياضية

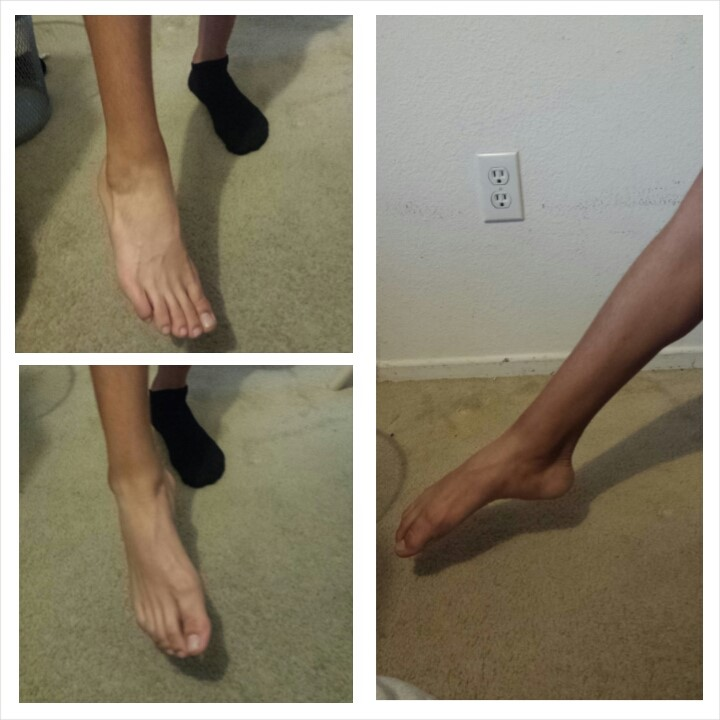
(أعلى اليسار) وضعية الانقلاب نحو الخارج ،(أسفل اليسار) وضعية الانقلاب نحو الداخل، (اليمين) الثَّنْي الأخمصي. تلك الوضعيات تستخدم في العلاج غير الجراحي كما تبين سابقًا. إنما المشكلة عند الرياضيين أنه في بعض الأحيان حينما تحصل الأخطاء تصبح القدم في إحدى هذه الوضعيات عندما يكون الشخص على سرعة عالية، مما يؤدي إلى ضغط كبير على عصب قصبة الساق مما يضاعف فرص الإصابة بمتلازمة نفق عظم الكعب.

يعرِّض الرياضيون أنفسهم لخطر الإصابة بمتلازمة نفق عظم الكعب من خلال المشاركة في أنواع الرياضة التي تركِّز على استخدام الأقدام، كما أن النشاطات الشاقة التي تتضمنها الأنشطة الرياضية تؤدي إلى زيادة الضغط الموجه على الكاحل، وفي حالات الأخطاء الرياضية من الممكن التواء الكاحل، كل ذلك يؤدي إلى تطور متلازمة نفق عظم الكعب عند اللاعبين. وتملك الأنشطة الرياضية التي تتضمن الركض والقفز خطرًا أكبر فيما يتعلق بالإصابة بالمتلازمة، ذلك لأن الكاحل يمكنه أن يتعرض لحالات الانقلاب نحو الخارج والانقلاب نحو الداخل والثَّنْي الأخمصي أثناء الركض بسرعات كبيرة. وتتضمن أنواع الرياضة التي تملك خطر الإصابة بالمتلازمة: كرة السلة، و العَدْو، و كرة القدم، واللَّاكروس، و الكرة الطائرة. فيجب اتخاذ جميع أنواع الحيطة في حالة المشاركة في مثل هذه الرياضات نظرًا للخطورة العالية التي تملكها. ولكن على أية حال، فإن الرياضيين سيستمرون بالمشاركة في هذه الأنشطة الرياضية، بالتالي يُنْصح بتمديد وشدّ الجسم -خاصة الأقدام- قبل المشاركة في هذه النشاطات، فذلك من شأنه منْع تطور متلازمة نفق عظم الكعب عند اللاعبين.

### حالة شهيرة
وِفْقًا لخدمة الاستخبارات الوطنية في كوريا الشمالية، فقد خضع الزعيم الكوري كيم جونغ أون لعملية جراحية لعلاج متلازمة نفق عظم الكعب في كاحله الأيمن، وكانت هذه المتلازمة سببًا في أن الرئيس كان يعرج في مِشْيته. واختفى الزعيم عن العامّة لمدة ستة أسابيع بعد إجراء العملية التي شكّ العالم في ماهيَّتها، مما ولَّد تساؤلًا عالميًّا حول مستقبل الزعيم كيم جونغ أون وكوريا الشمالية.

## روابط خارجية
- البوابة الإلكترونية لجامعة بنها- متلازمة النفق الرسغي للقدم
- العربية دوت نت- متلازمة نفق عظم الكعب
- متلازمة النفق الرسغي في القدم - ما هو التهاب المفاصل الروماتويدي ؟ أسبابه ؟ أعراضه ؟ مضاعفاته ؟ طرق التشخيص والعلاج ؟ -حسين شقورة عماد إبراهيم